# Mitos

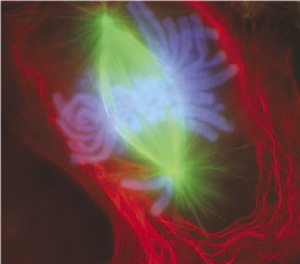
Cell i sen metafas. Det blå är kromosomerna, det röda är cellmembranet plus delar av närliggande strukturer, det gröna är den mitotiska spolen av mikrotubuli.

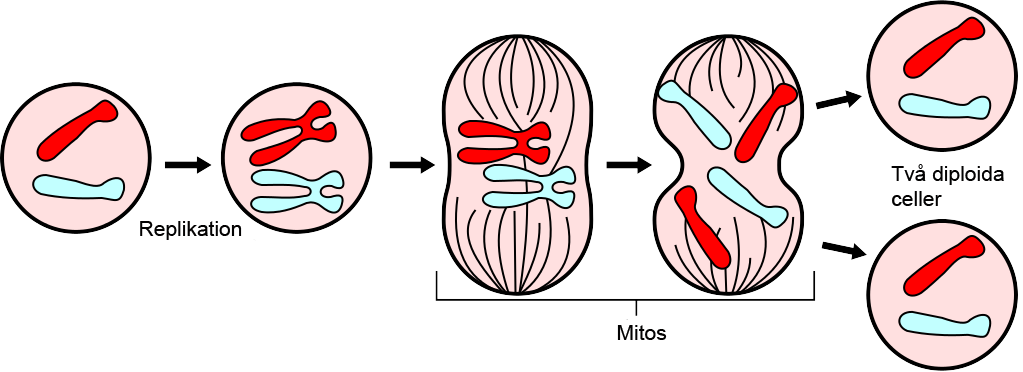
Mitos delar kromosomerna i en cellkärna.

Mitos är ett annat ord för vanlig celldelning och ett av stegen i cellcykeln. Den andra typen av celldelning, som skapar könsceller, kallas meios eller reduktionsdelning. Interfasen, cellens normala tillstånd mellan celldelningarna, ingår inte i mitosen. Mitosen leder till cytokines, där en ring av aktinfilament omger punkten där dottercellerna hålls samman och knipsar av plasmamembranet så att två fristående celler bildas.

## Mitosens olika faser
Mitos består av fem faser:
- Profas: Kromatin kondenseras och packas ihop till kromosomer med hjälp av proteiner som kallas histoner. De är nu dubblerade och uppsättningen av två identiska kromosomer kallas kromatider. Två centrosomer har bildats och skjuts ifrån varandra med hjälp av sina laddade mikrotubuli.

- Prometafas: Kärnhöljet löses upp så att mikrotubuli kan skjuta sig in till kromatiderna. Varje kromosom bildar då ett proteinkomplex som kallas kinetokor vid centromeren där mikrotubuli kan binda.

- Metafas: Kromatiderna dras av mikrotubuli tills alla radat upp sig i metafasplattan (ekvatorialplatta).

- Anafas: Kromatiderna som sitter ihop med hjälp av proteinet cohesin separerar nu, då cohesinet klyvs. Samtidigt förlängs de mikrotubuli som inte bundit till någon kromosom och skjuter på så sätt de två centrosomerna ifrån varandra.

- Telofas: Två nya kärnmembran bildas från resterna av moderkärnan. I dessa kärnor finns lika många kromosomer som fanns i moderkärnan.